# Оскар Дінорт
Оскар Дінорт (нім. Oskar Dinort; 23 червня 1901, Шарлоттенбург — 29 травня 1965, Кельн) — німецький офіцер, командир штурмових з'єднань люфтваффе, генерал-майор (1 квітня 1945). Кавалер Лицарського хреста Залізного хреста з дубовим листям.

## Біографі
Навчався в секретній авіашколі рейхсвер у в Липецьку (СРСР). 20 жовтня 1929 року встановив світовий рекорд тривалості польоту на планері, в 1930 році брав участь в чемпіонаті Європи, в 1931 році став чемпіоном Німеччини. З 1 березня 1935 року — начальник оперативного відділу штабу інспектора винищувальної і штурмової авіації. З 1 березня 1936 року — командир 3-ї групи винищувальної ескадри «Горст Вессель», потім — 1-ї групи 234-ї винищувальної ескадри, з 1 вересня 1937 року — 1-ї групи 165-ї штурмової ескадри, з 1 лютого 1939 року — 1-ї групи 163-ї (з 1 травня 1939 року — 2-ї) штурмової ескадри «Іммельман». З 1 жовтня 1939 року — командир 2-ї ескадри пікіруючих бомбардувальників «Іммельман». Учасник Польської, Французької і Балканської кампаній, а також боїв на радянсько-німецькому фронті. З 12 жовтня 1941 року — начальник штабу генерал-флюгцойгмайстера. З лютого 1942 року — радник з тактики бомбардувальної авіації при штабі генерал-фельдмаршала Ергарда Мільха, одночасно з серпня 1942 року командував особливою ескадрою, призначеною для завдання бомбових ударів по надводних цілях, яка 1 вересня 1943 року була розгорнута в авіадивізію. З 1 вересня 1944 року — начальник 3-ї навчальної авіадивізії (Прага). В 1945/47 роках перебував в англійському полоні.

## Нагороди
- Медаль «За вислугу років у Вермахті» 4-го, 3-го і 2-го класу (18 років)
- Нагрудний знак пілота
- Медаль «У пам'ять 13 березня 1938 року»
- Медаль «У пам'ять 1 жовтня 1938» із застібкою «Празький град»
- Залізний хрест
  - 2-го класу (20 вересня 1939)
  - 1-го класу (11 травня 1940)
- Лицарський хрест Залізного хреста з дубовим листям
  - Лицарський хрест (20 червня 1940)
  - Дубове листя (№ 21; 14 липня 1941)
- Орден «За хоробрість» 3-го ступеня, 1-й клас (Болгарія)
- Авіаційна планка бомбардувальника в золоті
- Медаль «За зимову кампанію на Сході 1941/42»
- Хрест Воєнних заслуг 2-го і 1-го класу